# Polyplax nesomydis
Polyplax nesomydis är en insektsart som beskrevs av Renaud Maurice Adrien Paulian 1961. Polyplax nesomydis ingår i släktet Polyplax och familjen ledlöss. Inga underarter finns listade i Catalogue of Life.